# À vingt-trois pas du mystère
Pour plus de détails, voir Fiche technique et Distribution.
À vingt-trois pas du mystère (23 Paces to Baker Street) est un film américain de Henry Hathaway, sorti en 1956.

## Synopsis
Le dramaturge à succès Phillip Hannon s'est installé à Londres, fuyant les États-Unis et la femme qu'il aime depuis qu'il est devenu subitement aveugle. Or, sa fiancée le relance et entend renouer. Il tente de l'écarter en lui expliquant qu'il s'est refait une vie, secondé par un secrétaire, qui lui fait également office de valet de chambre, ayant même appris à se déplacer sans aide jusqu'au pub du coin. Un jour que, dans cet établissement, il est attablé, seul, il entend une conversation où il est question de kidnapping et de meurtre. Il alerte la police qui n'est guère convaincue par sa déposition, même s'il a enregistré de mémoire, dès son retour à l'appartement, l'échange entendu.
Bientôt, Hannon est convaincu qu'il ne peut empêcher un drame qu'en menant lui-même l'enquête avec l'aide de sa fiancée et de son secrétaire. Rapidement, le groupe des malfrats qui a ourdi un complot d'enlèvement a vent des investigations de ces amateurs et riposte avec violence. Plus tard, le chef de la bande, piégé, cherche à se venger en s'introduisant de nuit dans l'appartement de l'aveugle, mais ce dernier fait l'obscurité complète pour rétablir entre eux l'égalité des chances.

## Fiche technique
- Titre original : 23 Paces to Baker Street
- Titre français : À vingt-trois pas du mystère
- Réalisation : Henry Hathaway
- Scénario : Nigel Balchin, d'après le roman Warrant for X (La Nurse qui disparut) de Philip MacDonald (1938)
- Musique : Leigh Harline
- Direction artistique : Lyle R. Wheeler, Maurice Ransford
- Décors : Walter M. Scott,	Fay Babcock
- Costumes : Travilla
- Son : Bernard Freericks, Harry M. Leonard
- Photographie : Milton Krasner
- Montage : James B. Clark
- Producteur : Henry Ephron
- Société de production et de distribution : 20th Century Fox
- Pays de production :  États-Unis
- Langue d'origine : anglais américain
- Format : couleur (De Luxe) — 35 mm — 2,55:1 (CinemaScope) — son : stéréo (Westrex Recording System)
- Genre : thriller, policier
- Durée : 103 minutes
- Dates de sortie :
  - États-Unis : 18 mai 1956 (Première à New-York)
  - France : 30 janvier 1957
- Affiche : Boris Grinsson (France)

## Distribution
- Van Johnson (VF : Michel André) : Phillip Hannon
- Vera Miles (VF : Nelly Benedetti) : Jean Lennox
- Cecil Parker (VF : Jean-Henri Chambois) : Bob Matthews
- Patricia Laffan (VF : Aline Bertrand) : Miss MacDonald
- Maurice Denham (VF : Claude Péran) : Inspecteur Grovening
- Estelle Winwood (VF : Yvonne Yma) : la barmaid
- Liam Redmond : Joe Murch
- Isobel Elsom (VF : Henriette Marion) : Lady Syrett
- Martin Benson (VF : Jacques Beauchey) : Pilling
- Natalie Norwick (VF : Joëlle Janin) : Janet Murch
- Terence de Marney (VF : Georges Hubert) : sergent Luce

## Autour du film
- Dans le roman La Nurse qui disparut de Philip MacDonald, c'est le colonel Anthony Gethryn, rebaptisé l'inspecteur Grovening pour les besoins du film, qui mène l'enquête.
- Le système de défense de l'aveugle éteignant et cassant lampes et ampoules pour plonger l'assassin dans l'obscurité, sera repris dans le film de Terence Young, Seule dans la nuit avec Audrey Hepburn en 1967.